# Топологія (електроніка)

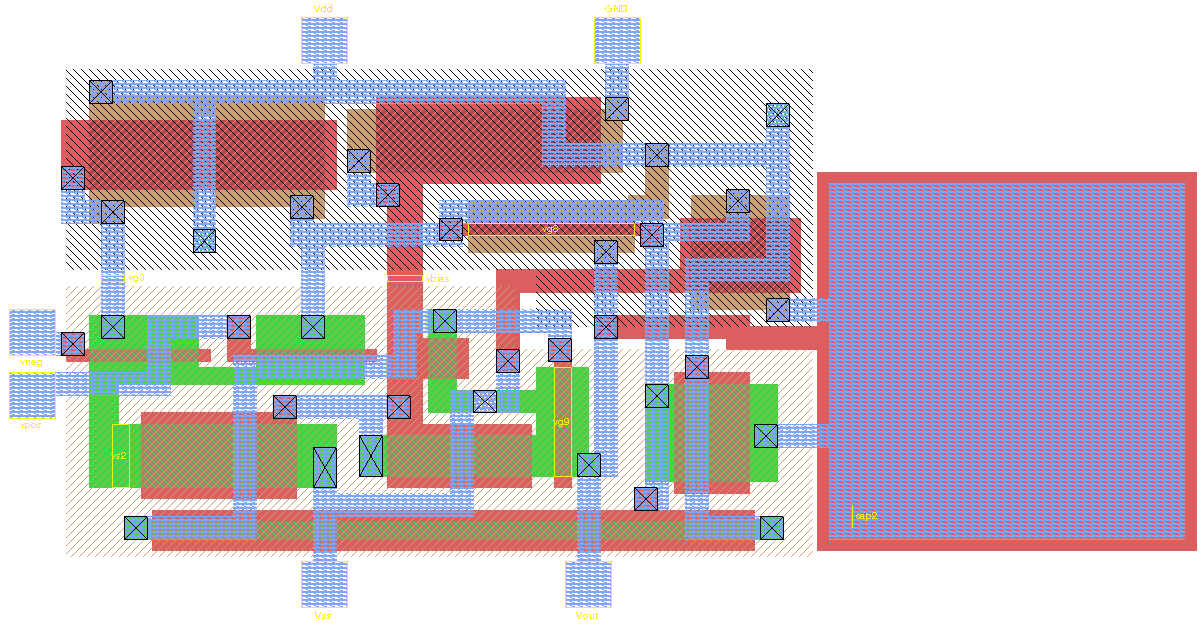
Топологія операційного підсилювача

Тополо́гія інтегра́льної мікросхе́ми (далі — топологія) — це зафіксоване на матеріальному носії просторово-геометричне розташування сукупності елементів інтегральної мікросхеми та зв'язків між ними.
Креслення, що визначає форму, розміри і взаємне розташування елементів і сполук мікросхеми в
площині, паралельній площині підкладки. Оскільки елементи та з'єднання формуються шляхом послідовного утворення окремих шарів, розрізняють пошарову і загальну топологію мікросхеми.
При розробці топології мікросхеми — переведення електричної принципової схеми в топологічне креслення елементів — основними критеріями є щільність компонування елементів з мінімальним числом перетинів з'єднань між ними, а також мінімізація теплових і ємнісних зв'язків. При досягненні максимальної щільності компонування інтегральних елементів виявляються топологічні обмеження, викликані одержанням мінімальної ширини лінії, доступної для розкриття методом літографії, з урахуванням дифузії домішки під оксид і автодіффузіі прихованого шару.

## Вихідні дані
Вихідними даними для розробки топології мікросхеми є електрична принципова схема з переліком елементів, технічне завдання, технологічні обмеження. При розробці креслення необхідно враховувати методи отримання елементів схеми і черговість нанесення шарів. При виконанні топологічних креслень використовують умовні позначення типів шарів.
Далі вирішується завдання оптимального розміщення на підкладці всіх елементів мікросхеми. При цьому необхідно мати на увазі, що однозначного рішення топології мікросхеми не існує, і розробнику доводиться міняти розташування елементів до тих пір, поки не буде знайдений оптимальний варіант, що задовольняє ряду конструктивно-технологічних вимог (КТО). Слід враховувати, зокрема, що при створенні складної багатоелементної мікросхеми з'являється небезпека виникнення паразитних зв'язків і наводок між розташованими на одній підкладці різними функціональними вузлами. Так як інтуїтивна розробка топологічного креслення не завжди дозволяє врахувати всі фактори, що впливають на роботу мікросхеми, для розробки топологічних креслень з успіхом використовуються ЕОМ.
Розміщення елементів електричної схеми на поверхні підкладки проводиться в системі координат кристала. Потім проводиться трасування з'єднань між елементами і із зовнішніми виводами мікросхеми. Для скорочення розрахунку розташування деяких елементів задається розробником. Це стосується в першу чергу контактних площинок, деяких провідників і інших елементів топології.

## Використання ЕОМ при проектуванні топології
Основними перевагами використання ЕОМ при проектуванні топології мікросхем і мікрозборок є: 
- скорочення термінів проектування,
- зниження вартості,
- підвищення якості за рахунок зниження ймовірності помилок проектування і попереднього моделювання характеристик до їх виготовлення.

Пакет, призначений для роботи з топологіями повинен мати наступні функціональні модулі:
- Редактор топологій - засіб введення і редагування топологій, графічного аналізу інформації і виправлення помилок;
- Модуль контролю КТО - засіб перевірки виконання проектних норм і технологічних обмежень в проектованій топології;
- Програма відтворення з топології електричної схеми і порівняння з оригіналом;
- Модуль імпорту / експорту топології через найпопулярніші формати топологічних даних (GDSII, CIF, SOU).

Коли всі перевірки (англ. physical verification) завершено, дані перетворюються в формат промислового стандарту, як правило, GDSII, і посилаються до напівпровідникового виробництва. Процес передачі цих даних називається "tapeout", оскільки при цьому використовується  магнітна стрічка. На фабриці перетворять дані в інший формат   для створення фотошаблонів, які використовуються в фотолітографічному процесі виробництва напівпровідників пристроїв.